# Carla Gastkemper
Hélène Carla Warners-Gastkemper (Amsterdam, 12 maart 1925 – aldaar, 25 augustus 2019) was gedurende de Tweede Wereldoorlog actief als verzetsstrijder.

## Biografie
Ze was dochter van uitgever Jan Benedictus Gastkemper en Helena Antonetta Alida. Het verzetswerk van Gastkemper bestond voornamelijk uit koerierswerk. Ze kwam in het verzet terecht via haar vriendschap met verzetsstrijder Carel Bos. Ze bracht in eerste instantie brieven en pakjes voor hem rond. In juli 1944 vroeg Bos haar echter een revolver weg te brengen. Ze kleedde zich in haar tenniskleding en verstopte de revolver in een blik voor tennisballen, maar werd meteen gearresteerd.
Na haar arrestatie werd Gastkemper via gevangeniskamp Haaren naar kamp Ravensbrück gestuurd, en uiteindelijk naar het Agfacommando, een buitencommando van kamp Dachau. In 1945 werd ze uit het kamp bevrijd en werd gerapporteerd dat ze in goede welstand verkeerde.
Na de oorlog trouwde ze op 7 juli 1949 met Henk Warners, broer van architect Allert Warners. Hun dochter, televisieproducente Kathleen Warners, trouwde met Jop Pannekoek. Hun zoon Peter Pannekoek is cabaretier.

## Nagedachtenis
Gastkempers verhaal is beschreven in het boek Samen eervol overleefd van Hans Suijs. Over dit boek werd theatervoorstelling Overleven is herinneren gemaakt, waarin Carla Gastkemper werd gespeeld door Mattanja van der Pol.